# Observador aéreo
El observador aéreo es un oficial que surge a la vez que lo hace la aviación militar y ya durante la Primera Guerra Mundial, su trabajo consistió en la observación desde el aire para corregir el tiro de la artillería, levantar gráficos del sistema de trincheras enemigo, tomar notas de las concentraciones de tropas enemigas, obtener fotografías de los movimientos de éstas y, en ocasiones, dejar caer bombas o disparar sobre posiciones enemigas.

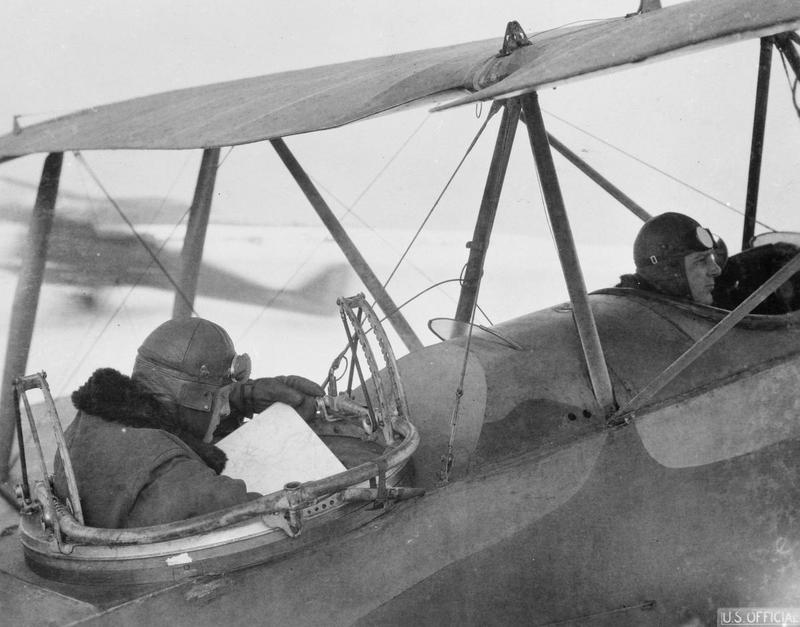
Observador y piloto en un Sopwith 1½ Strutter del US Air Force (USAF) durante la 1ª Guerra Mundial

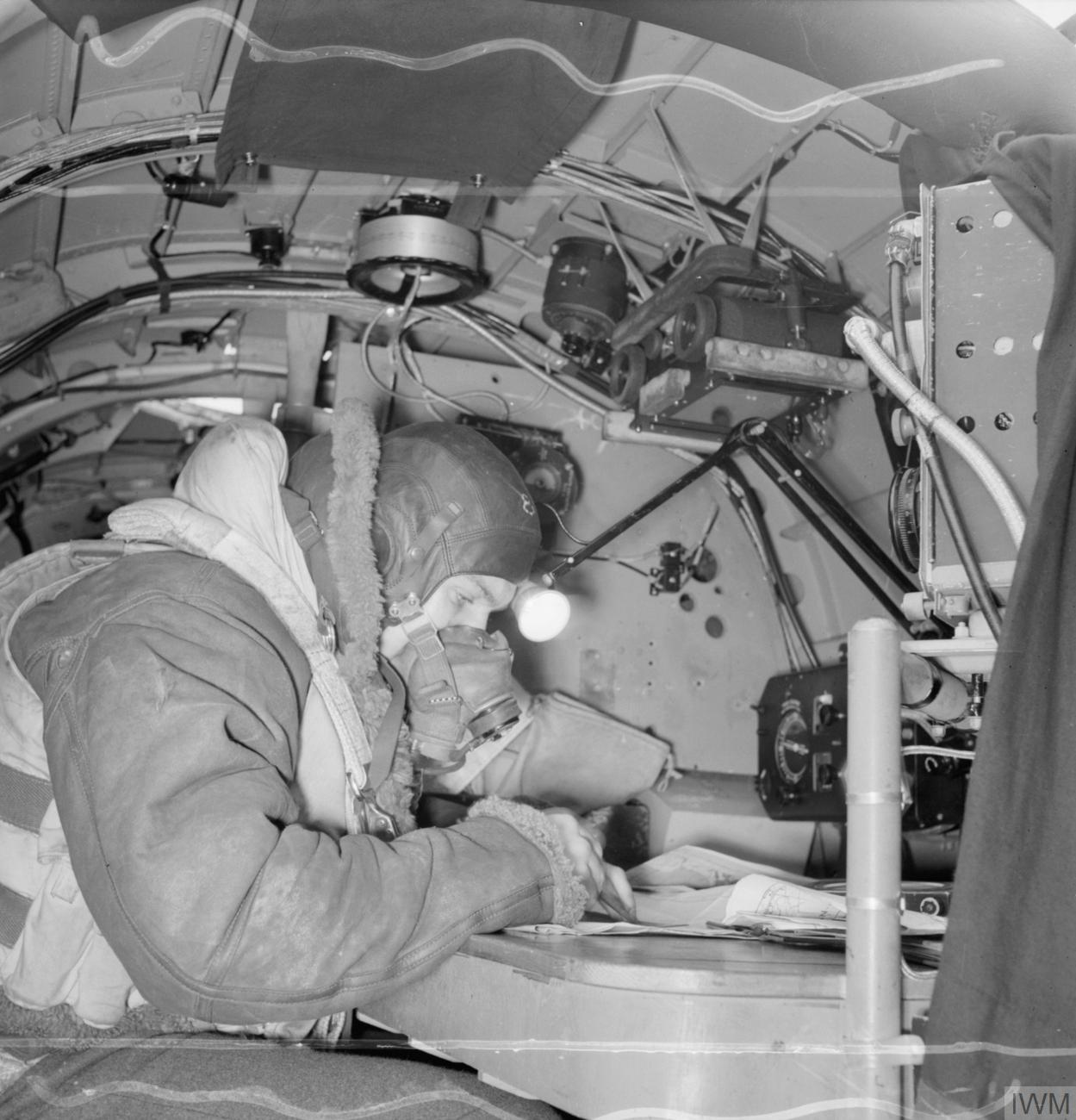
Observador/Navegante de un Avro Lancaster B Mark III de la Royal Air Force (RAF) durante la 2ª Guerra Mundial

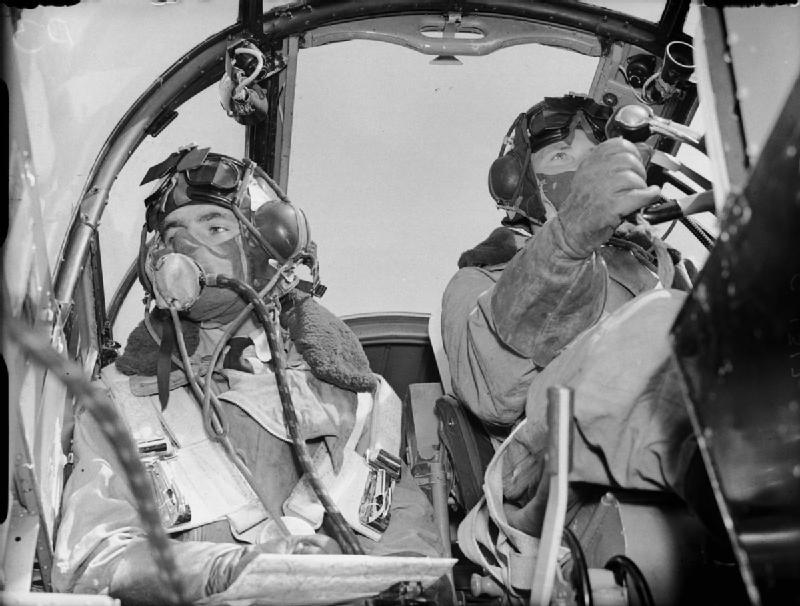
Navegante y piloto de la RAF, 1939-1940

## Aeronáutica Militar en España
La Aeronáutica Militar fue el arma aérea del Ejército de Tierra desde 1913 hasta el comienzo de la Guerra Civil Española, en que su estructura se fracturaba, sus medios y tripulaciones se repartían entre los dos bandos enfrentados y terminaba desapareciendo, hasta que en 1939 resurgía como el nuevo Ejército del Aire.
La Real Orden Circular de 16 de abril de 1913, que aprobaba el Reglamento para el Servicio de la Aeronáutica Militar Española, establecía que los observadores fuesen oficiales y que no todos ellos fueran pilotos. Además, por Real Orden de 17 de septiembre de 1920 se modificaba el Reglamento de Aeronáutica Militar Española de 1913, se creaba un distintivo para éstos y se concretaba la instrucción de los observadores.
Desde 1913 hasta 1936, la Aeronáutica Militar Española cambió su organización varias veces y su jefe tuvo diversas denominaciones y distintos empleos hasta el comienzo de la Guerra Civil. Mientras tanto los cursos de Observador de aeroplano se realizaron primero en Guadalajara, y desde 1921 en la Escuela de Observadores de Cuatro Vientos (Madrid), con periodos de prácticas en Los Alcázares (Murcia) a partir de 1922. Después de la Guerra Civil, la Escuela se trasladó a la Base Aérea de Málaga, donde se realizaron también otro tipo de cursos. Los últimos cursos de Observador se realizaron en la Academia General del Aire en San Javier (Murcia).
La Escuela de Observadores se ubicó en la Base Aérea de Málaga inaugurándose el 9 de febrero de 1938. En principio se nombra Jefe de las Escuelas de Observadores y Especialistas al Comandante Francisco Iglesias Brage, ingeniero, piloto y observador con gran experiencia. Procedente de la Academia Militar de Ingenieros de Guadalajara, se hizo observador en 1925 y piloto en 1926. Junto con el capitán Jiménez participó en varios vuelos de larga duración siendo el más importante el de Sevilla a Bahía (Brasil) con el "Jesús del Gran Poder" en 1929.
El observador aéreo tuvo una participación muy activa en las Guerras de Marruecos y, durante la Guerra Civil Española, en los dos bandos. Sin embargo, con el paso del tiempo, mientras en las principales Fuerzas Aéreas y debido a los avances tecnológicos, el observador aéreo le cedía el paso al navegante aéreo, el Ejército del Aire de España se estancaba con su curso obsoleto de observador de aeroplano, hasta mediados de los noventa, en que dicho curso y titulación desaparecían. Tan solo una escasa veintena de oficiales, se formaron expresamente como navegantes aéreos, en la Escuela Superior de Vuelo (Matacán) o en los EE. UU.

## Ejército del Aire
Antes de la Guerra Civil Española, tanto la Aviación Militar y como la Aeronáutica Naval constituían servicios autónomos dependientes del Ejército de Tierra y la Marina. Una vez terminada la guerra, en 1939 se crea el  Ejército del Aire de España.
El 28 de enero de 1946 se estableció en Matacán (Salamanca) la Escuela Superior de Vuelo (creada el 26 de marzo de 1940) que asumió las funciones de la Escuela de Vuelo sin Visibilidad, y que englobaba a la Escuela de Navegación y a la Escuela de Radio.
Estas tres escuelas tenían la misión proporcionar las técnicas y procedimientos del vuelo en general, y capacitar al personal civil de las líneas aéreas y a los oficiales del Ejército del Aire para el vuelo instrumental y la utilización de los sistemas de ayudas a la navegación. Realizaban también las prácticas de vuelo necesarias para perfeccionar y completar sus estudios teóricos para la obtención de los títulos civiles de: "Piloto de Transporte Público", "Navegante Aéreo Civil", y "Jefe y Oficial de Tráfico de Aeropuerto y Radio Aéreo Civil", así como los títulos militares de: "Piloto de Vuelo Sin Visibilidad", "Piloto Superior Militar", "Navegante Superior Aéreo" y "Radiogoniometrista Aéreo".
Durante cincuenta años, los países más desarrollados fueron creando sus distintas Fuerzas Aéreas independientes de sus ejércitos de Tierra, y generando anualmente promociones de oficiales navegantes. No obstante, en España, las plantillas de navegantes de los distintos aviones, se cubrieron con oficiales de muy variada procedencia, en base al curso de observador de aeroplano que todos los oficiales debían hacer durante su estancia en la Academia General del Aire.

## Primer Bombardeo Aéreo de la Historia
El 17 de diciembre de 1913 tras efectuar varios vuelos de reconocimiento, los capitanes Carlos Cifuentes (observador) y Eduardo Barrón (piloto), con un biplano Lohner efectuaron el primer bombardeo aéreo de la Aviación Militar Española y el primero de la historia usando auténticas bombas de aviación, cuando el Capitán Cifuentes arrojaba a mano cuatro bombas Carbonit sobre el poblado de Ben Karrich (Marruecos).

## Primeros Laureados de San Fernando de la Aviación Militar Española
El 19 de noviembre de 1913 el Capitán Manuel Barreiro (observador) y el Teniente Julio Ríos (piloto) fueron los primeros Caballeros Laureados de la Orden de San Fernando de la Aviación Militar Española, al ser alcanzados por los disparos de los fusiles rifeños, al sobrevolar el Monte Cónico (Marruecos) con un biplano Maurice Farman en una misión de reconocimiento.

## Observadores aéreos distinguidos
Algunos de los observadores aéreos que han pasado a la historia por sus cargos y hazañas, han sido:
-	El coronel español Pedro Vives y Vich que fue el Jefe de la Aeronáutica Militar Española desde 1913 a 1915.
-	El capitán británico Arthur Whitten Brown, quien junto con el capitán John William Alcock efectuó la primera travesía aérea del Atlántico Norte desde Canadá (St. John's) hasta Irlanda (Clifden), en 1919.
-	 El capitán portugués Gago Coutinho, que realizó la primera travesía aérea del Atlántico Sur junto con el capitán Sacadura Cabral a bordo del hidroavión Fairey IIID Mk II bautizado con el nombre de Lusitania, desde Portugal (Lisboa) a Brasil (Río de Janeiro), en 1922.
-	El capitán español Julio Ruiz de Alda a bordo del hidroavión Dornier Wal, bautizado con el nombre de Plus Ultra, que realizó el primer vuelo trasatlántico español con escalas, entre España (Palos de la Frontera) y Argentina (Buenos Aires), junto con los pilotos comandante Ramón Franco y teniente de navío Juan M. Durán, y el mecánico Pablo Rada, en 1926.
El General de División D. José Sanjurgo Sacanell, tras el Desembarco de Alhucemas, recibe honoríficamente el Título de Observador Aéreo por parte de la Aeronática Española. El General era un asiduo observador aéreo durante el transcurso de las operaciones militares en el norte de Marruecos.